# 杉田茂
杉田 茂（すぎた しげる、1947年1月26日 - 2025年4月13日）は、日本の元ボディビルダー。大阪府出身。

## 経歴
選手としての現役時代は、1976年に日本人で唯一人NABBA Mr.ユニバースで優勝したのを始め、1981年IFBB Mr.インターナショナルのミドル級で優勝するなど、世界でもトップクラスの実力をもっていた。
Mr.ユニバースになった翌年の1977年に、大阪京橋で100㎡の小さいジムを開設。その3年後に330㎡の規模になり、7年後には1200㎡と個人経営のジムとしては日本一の大きさのジムになった。その存命中にはトレーニングマガジン誌への執筆に務め、トレーニングDVDの製作に参加するなど精力的な日々を送っていた。
2025年4月13日、死去。78歳没。

## 人物
- 道具を乱暴に扱うことをとても嫌い、ロニー・コールマンなどの海外選手の真似をしてバーベルやダンベルを最後に投げ落とす選手には雷を落としている[3]。
  - 高重量のダンベルは手で運ぶのも大変であるため足で転がす者もいるが、杉田はそれすら許さない[3]。
- 対となるボディビルダーとして、1966年日本ウエイトリフティング協会主催ボディビル選手権のミスター全日本とミスター社会人の2部門を制覇した斉藤隆廣がおり、現役当時から指導者時代に至るまで「東の斎藤」「西の杉田」と呼ばれている[4]。
- 自分がボディビルダーとして大成した要因については「マニュアルも少ない時代に世界一になれたのは、自分の骨格を正しく理解していたことに尽きます。従来のトレーニングは欧米人の骨格がベースで、日本人の骨格には効きやすいトレーニングと効きにくいトレーニングがあることに、試行錯誤するなかで気づいていった」と語っている[4]。

## 獲得タイトル
- 1972年 日本ボディビル選手権大会（ミスター日本）
- 1976年 NABBA Mr.ユニバース
- 1981年 IFBB Mr.インターナショナル（ミドル級）

## 著書
- 『筋トレ虎の巻 指導書には載っていない筋トレの極意を伝授』（2014年6月、ベースボール・マガジン社 / 2015年2月 ハンディ版）
- 『筋トレ虎の巻 〈2〉 初心者・中級者のための筋トレ実践解説書』（2015年11月、ベースボール・マガジン社）